# Deutscher Bildungsserver
Der Deutsche Bildungsserver ist das vom Bund und den sechzehn Ländern in der Bundesrepublik Deutschland getragene Informationsportal zum föderalen Bildungswesen in Deutschland. Er bietet umfassende Informationen zum Thema Bildung im Internet. Die koordinierende Geschäftsstelle des Deutschen Bildungsservers hat ihren Sitz am Leibniz-Institut für Bildungsforschung und Bildungsinformation in Frankfurt am Main.
Das Informationsangebot ist gegliedert in redaktionell betreute Themenbereiche (u. a. übergreifende Informationen, Schule, Berufliche Bildung, Hochschulbildung, Wissenschaft und Bildungsforschung, Erwachsenen- und Weiterbildung), Inklusion, Sozialpädagogik und Bildung weltweit. Der Themenbereich Bildungsforschung wird in Kooperation mit dem Fachportal Pädagogik erstellt und die Inhalte dort als Forschungsinformationen zugänglich gemacht.
Des Weiteren bieten eine Reihe von Datenbanken vielfältige Recherche- und Eintragsmöglichkeiten. Nutzer können sich dort über bildungsrelevante Materialien, Institutionen, Personen und Veranstaltungen, über Begriffsdefinitionen des Online-Glossars, bildungsbezogene Wettbewerbe sowie Stellenangebote und Stellengesuche informieren. Neben der einfachen Stichwortsuche ermöglicht eine erweiterte Suche gezieltes Recherchieren in einzelnen Datenbanken.
Als Meta-Server verweist der Deutsche Bildungsserver primär auf Informationen, die von Bund und Ländern, der Europäischen Union, von Hochschulen, Schulen, Landesinstituten, wissenschaftlichen Fachgesellschaften, Medienanbietern und Bibliotheken etc. bereitgestellt werden. Nutzer können jedoch auch selbst Eintragungen in den Deutschen Bildungsserver vornehmen. Diese externen Einträge werden von einer Fachredaktion vor der endgültigen Aufnahme in den Deutschen Bildungsserver geprüft. Eine Rubrik mit aktuellen Informationen weist auf neu eingetragene Materialien und den abonnierbaren Newsletter hin. Hier finden sich auch Tipps der Redaktion auch zu wechselnden bildungsbezogenen Themen.
Seit 2007 gehört zum Deutschen Bildungsserver auch ein Wiki, der als Anfangsausstattung 500 Artikel aus der deutschsprachigen Wikipedia übernommen hat. Das Wiki wird mit der Wikimedia-Software betrieben und kann, auch von unangemeldeten Nutzern, editiert werden. Die Nutzeraktivität ist allerdings gering, und so verlieren viele Artikel gegenüber der Wikipedia allmählich an Aktualität.
Auf der Grundlage des Verwaltungsabkommens über das Zusammenwirken von Bund und Ländern (2007) koordiniert die Geschäftsstelle des Deutschen Bildungsservers die Bündelung der öffentlich geförderten Portale im Bildungsbereich. Im Kontext dieses Auftrags werden insbesondere auch die Ergebnisse beendeter BLK-Programme und aktueller KMK-Modellvorhaben nachhaltig gesichert. Zum Deutschen Bildungsserver gehören u. a.:
- InfoWeb Weiterbildung iwwb[1]
- Bildung + Innovation – das Online-Magazin zum Thema Innovation und Qualitätsentwicklung im Bildungswesen[2]
- Lesen in Deutschland – Projekte und Initiativen zur Leseförderung[3]
- Bildung in Deutschland – Internetauftritt des nationalen Bildungsberichts[4]
- schulmediothek.de – das Fachportal für Schulbibliotheken[5]
- Innovationsportal – Innovative Projekte und Programme von Bund und Ländern zur Qualitätsentwicklung des Bildungssystems[6]
- Lehrer werden – das Portal des Deutschen Bildungsservers zur Lehrerausbildung[7]

Der Deutsche Bildungsserver wurde durch den Aktionsrat Bildung mit dem Medienpreis Bildung 2010 ausgezeichnet.